# Museros
Museros – gmina w Hiszpanii, w prowincji Walencja, we wspólnocie autonomicznej Walencja, o powierzchni 12,45 km². W 2011 roku liczyła 6262 mieszkańców.